# Центр документации новейшей истории Томской области
Центр документации новейшей истории Томской области — государственное архивное учреждение.

## История
С образованием Томской области и созданием Томского обкома ВКП(б) 25 декабря 1944 г. было принято постановление о создании при обкоме областного партийного архива.
25 августа 1991 г. Указом Президента РСФСР «О партийных архивах» деятельность партийных архивов была прекращена, их документы включены в состав государственного архивного фонда. В соответствии с президентским указом по решению главы Администрации Томской области от 4 ноября 1991 г. на базе бывшего партийного архива образован Центр документации новейшей истории Томской области (ЦДНИ ТО).

## Информация о документах архива
Документы архива отражают политическую историю, экономическое, социальное, культурное развитие западно-сибирского региона в ХХ веке.
Значительную часть документов составляют архивные фонды учреждений КПСС и ВЛКСМ Томской области за 1920—1991 гг. , в том числе партийных и комсомольских комитетов, контрольных партийных комиссий, политотделов, учреждений партийной печати и образования, первичных партийных и комсомольских организаций. Наиболее крупные фонды Томского губкома РКП(б), Томского горкома КПСС, Томского обкома КПСС, Нарымского окружкома ВКП(б).
С 1991 г. архив принимает документы общественных организаций, политических движений, национально-культурных центров Томской области. В результате инициативного документирования архив пополнился личными фондами политических деятелей, ученых, краеведов, героев труда, работников культуры. Среди них фонды Е. К. Лигачева, С. С. Сулакшина, Б. К. Шайдулина, Н. И. Карташова, А. В. Положий, Л. М. Ананьева, В. С. Цейтлина, С. Л. Сапожниковой и др.
С 2001 г. принимает на хранение документы по личному составу ликвидированных предприятий всех форм собственности. Приняты документы таких крупных предприятий, как Томский приборный завод, Томский нефтехимический комбинат, Государственный подшипниковый завод № 5, Томская спичечная фабрика «Сибирь», Томская кондитерская фабрика «Красная звезда», Томский завод режущих инструментов и т. д.